# Francis Thomas

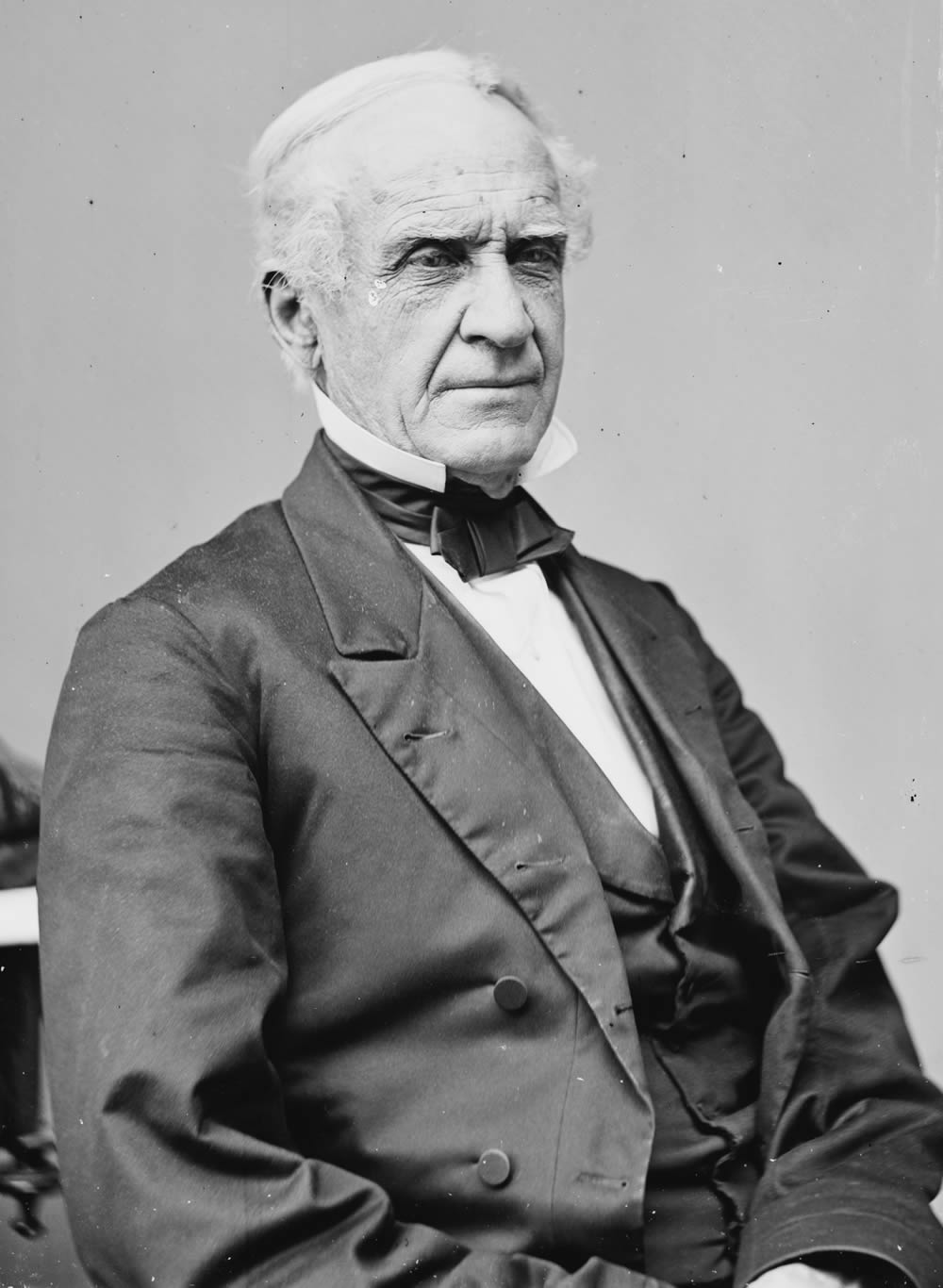
Francis Thomas

Francis Thomas (* 3. Februar 1799 im Frederick County, Maryland; † 22. Januar 1876 bei Frankville, Maryland) war ein US-amerikanischer Politiker und von 1842 bis 1845 Gouverneur des Bundesstaates Maryland sowie von 1831 bis 1841 und nochmals zwischen 1861 und 1869 Abgeordneter im US-Repräsentantenhaus.

## Frühe Jahre und politischer Aufstieg
Francis Thomas besuchte das St. John’s College in Annapolis. Nach einem anschließenden Jurastudium wurde er 1820 als Rechtsanwalt zugelassen. Daraufhin begann er in Frankville in seinem neuen Beruf zu arbeiten. In den Jahren 1822, 1827 und 1829 wurde er in das Abgeordnetenhaus von Maryland gewählt. Dort war er 1829 als Speaker Präsident des Hauses. Zwischen 1831 und 1841 vertrat er seinen Staat im US-Repräsentantenhaus in Washington. Zu dieser Zeit war er Mitglied der Demokratischen Partei. Im US-Kongress war er Vorsitzender des Rechtsausschusses und Mitglied des Ausschusses für maritime Angelegenheiten (Committee on Naval Affairs). Zwischen 1839 und 1840 war Thomas auch noch Präsident der Chesapeake & Ohio Canal Company.

## Gouverneur von Maryland
Am 6. Oktober 1841 wurde Francis Thomas mit nur 600 Stimmen Vorsprung gegen den Whig-Kandidaten William Cost Johnson zum neuen Gouverneur seines Staates gewählt. Er trat seine dreijährige Amtszeit am 3. Januar 1842 an. In dieser Zeit wurde die erste Telegraphenverbindung zwischen Baltimore und Washington hergestellt. Gouverneur Thomas arbeitete am Abbau der Staatsverschuldung. Allerdings gelang es ihm nicht, dieses Ziel bis zum Ende seiner Amtszeit zu erreichen. Der Versuch einer Steuererhöhung stieß in Maryland auf große Ablehnung. Der Eisenbahnausbau ging weiter voran. Damals wurde die Verbindung zwischen Baltimore und Cumberland fertiggestellt.
Im nationalen Konflikt zwischen den Nord- und den Südstaaten um die Frage der Sklaverei war Thomas ein entschiedener Gegner dieser Institution. Er galt als möglicher demokratischer Präsidentschaftskandidat für die Wahlen des Jahres 1844. Eine Scheidungsaffäre schädigte seinen Ruf aber beträchtlich, so dass er seine Kandidatur nicht weiter verfolgte.

## Weitere politische Karriere
Im Jahr 1850 war Thomas Mitglied auf einer Versammlung zur Überarbeitung der Verfassung von Maryland. Thomas wechselte im Verlauf der 1850er Jahre seine Parteizugehörigkeit. Als Unionist wurde er 1861 noch einmal in das US-Repräsentantenhaus gewählt. Später trat er den Republikanern bei. Er blieb bis 1869 im Kongress. Dort erlebte er den gesamten Bürgerkrieg und das Amtsenthebungsverfahren gegen Präsident Andrew Johnson. Im Jahr 1866 war er Delegierter auf der National Union Convention in Philadelphia. Zwischen 1870 und 1872 war er Steuerbeauftragter (Collector of internal revenue) im Staat Maryland. Sein letztes politisches Amt hatte er von 1872 bis 1875 als Botschafter der Vereinigten Staaten in Peru inne, wo er die Nachfolge von Thomas Settle antrat.

## Lebensabend und Tod
Nach seiner Rückkehr aus Peru zog er sich aus der Politik zurück. Er widmete sich seinen privaten Angelegenheiten, wozu jetzt auch die Landwirtschaft gehörte. In Frankville besaß er ein beträchtliches Anwesen. Dort wurde er im Jahr 1876 während einer Besichtigung von einer Lokomotive erfasst und getötet. Bis zu seiner Scheidung war er mit Sally Campbell McDowell verheiratet, einer Tochter von James McDowell, der zwischen 1843 und 1846 Gouverneur von Virginia war.